# Porcellio fossuliger
Porcellio fossuliger là một loài chân đều trong họ Porcellionidae. Loài này được Verhoeff miêu tả khoa học năm 1901.